# Sympathy Is a Knife
«Sympathy Is a Knife» (en español «La simpatía es un cuchillo») es una canción de la cantante británica Charli XCX de su sexto álbum de estudio, Brat, lanzado a través de Atlantic Records. Ella la escribió y produjo junto a Finn Keane, mientras que Jon Shave proporcionó composiciones adicionales. Una pista de synth pop impulsada por sintetizadores y voces vocodificadas, fue escrita sobre la autocomparación, la paranoia, las inseguridades y la ideación suicida.
Tras su lanzamiento, los fanáticos especularon que la canción fue escrita sobre Taylor Swift y su relación con Matty Healy de The 1975. Esta especulación se vio amplificada por la reedición de Swift de su álbum The Tortured Poets Department (2024) en el Reino Unido una semana después del lanzamiento de Brat, impidiéndole alcanzar el número uno en la lista de álbumes del Reino Unido. Después de esto, el público del DJ set de Charli XCX en São Paulo coreó Taylor is dead! («¡Taylor está muerta!»), lo que ella condenó. Más tarde, ella también desmintió la especulación sobre el tema de la canción, expresando que la canción fue escrita sobre la ansiedad, las inseguridades y las dudas situacionales, y Swift luego elogió a Charli XCX en una entrevista con Vulture.
El 11 de octubre de 2024 se lanzó una versión remezclada con Ariana Grande, del álbum de remezclas Brat and It's Completely Different but Also Still Brat. A diferencia de la versión original, la remezcla aborda los riesgos de estar en el ojo público. La remezcla, así como la versión original, recibió críticas positivas de los críticos. Muchas publicaciones creyeron que la versión remezclada era una de los mejores pistas del álbum y la versión original fue incluida en la lista de Consequence de las mejores canciones de 2024. Ambas versiones aparecieron en las listas de varios países; la original recibió una certificación de oro de Music Canada (MC). Charli XCX incluyó la canción en la lista de canciones de su gira Sweat con Troye Sivan durante 2024 y 2025, y la interpretó en Saturday Night Live en noviembre de 2024.

## Antecedentes y grabación
Tras el lanzamiento del sexto álbum de estudio de Charli XCX, Brat, los fanáticos especularon que «Sympathy Is a Knife» fue escrita sobre la cantautora estadounidense Taylor Swift y su exnovio, Matty Healy de The 1975. Las dos mujeres habían actuado juntas anteriormente, con Charli XCX apareciendo en The 1989 World Tour en 2015 y como telonera del Taylor Swift's Reputation Stadium Tour de 2018. Aunque no hubo ninguna disputa pública entre Charli XCX y Swift antes del lanzamiento de la canción, los fanáticos pensaron que la mención del prometido de Charli XCX, George Daniel, también de The 1975, significaba que se había escrito sobre la relación de Swift con Healy. A pesar de las especulaciones, Charli XCX confirmó que no había «diss tracks» en Brat, y negó que se hubiera escrito sobre Swift. La semana siguiente al lanzamiento de Brat, Swift lanzó una reedición de su álbum The Tortured Poets Department (2024), solo disponible en el Reino Unido, que los fanáticos pensaron que era un esfuerzo intencional para evitar que Brat alcanzara el número uno en la lista de álbumes del Reino Unido.
Durante un DJ set en el que Charli XCX tocó en São Paulo en junio de 2024, el público coreó Taylor is dead! («¡Taylor está muerta!»). Más tarde criticó a las personas que corearon la frase en su historia de Instagram, pidiéndoles a sus fanes que pararan y diciendo que «no lo tolerará». En una entrevista de agosto de 2024 con Vulture, expresó que «la gente va a pensar lo que quiera pensar» y afirmó que «Sympathy Is a Knife» trata sobre su ansiedad, sus inseguridades y su deseo de evitar situaciones que la hagan sentir dudas sobre sí misma. En la misma entrevista, Swift elogió la sensibilidad musical de Charli XCX, calificó su escritura como «surrealista e inventiva, siempre» y dijo que disfruta viendo los resultados del arduo trabajo de Charli XCX. Además, elogió la capacidad de Charli XCX de «llevar una canción a lugares a los que no esperarías que fuera» y el hecho de que «lo ha estado haciendo de manera consistente durante más de una década». «Sympathy Is a Knife» se grabó en Sleeper Sounds en Londres. Fue escrita y producida por Charli XCX y Finn Keane, mientras que Jon Shave proporcionó composición adicional. Idania Valencia y Randy Merrill masterizaron la pista en Sterling Sound en Edgewater (Nueva Jersey), mientras que Tom Norris se encargó de la mezcla de la pista. Keane y Shave se encargaron de la ingeniería de la voz de Charli XCX.

## Lanzamiento y presentaciones en vivo
«Sympathy Is a Knife» es la tercera canción de Brat, que fue lanzada por Atlantic Records el 7 de junio de 2024. Fue lanzado junto con un videoclip de letras. Charli XCX incluyó la canción en su lista de canciones de la gira Sweat con Troye Sivan durante 2024 y 2025. Interpretó «Sympathy Is a Knife» junto a «360» en Saturday Night Live en noviembre de 2024.

## Música y letras
«Sympathy Is a Knife» tiene una duración de 2 minutos y 31 segundos. Las publicaciones lo clasificaron como una canción de synth pop. Su producción «enérgica», está dominada por sintetizadores y palmadas. La voz de Charli XCX está vocodificada, y el ritmo entrecortado se combina con un bajo distorsionado y cajas de ritmos. La canción presenta un sonido «crudo», que fue comparado con el trabajo de Camila Cabello por Nick Malone de PopMatters. Para Dork, Abigail Firth calificó los sintetizadores de «sacudientes» y describió la pista como una versión «más pesada y sorprendente» de la canción de Charli XCX de 2019, «Gone». Meaghan Garvey de Pitchfork dijo que «los sintetizadores de sierra y los aullidos modulados de banshee suenan más como la Charli que conocemos». El escritor deThe Skinny, Rho Chung, creía que la canción marca el comienzo del giro del álbum. Ryan Bulbeck, que escribe para Renowned for Sound, dijo que la canción tiene «letras más profundas que se adentran en los miedos y preocupaciones de Charli», y cree que la canción es «una de las muchas en [Brat] que fusionan éxitos de club con un lirismo reflexivo y, a veces, increíblemente personal». Según Jake Viswanath de Bustle, fue visto como una representación de uno de los temas centrales de su álbum original, ya que trata sobre las «complicadas emociones de la cantante hacia otras mujeres».
La letra de «Sympathy Is a Knife» hace referencia a la paranoia y a compararse con otra persona. Es una canción introspectiva que comenta las inseguridades de Charli XCX y la ideación suicida. También refleja sus sentimientos conflictivos y el hecho de tener una «voz en su cabeza que le dice que no es suficiente». La letra Don't wanna see her backstage at my boyfriend's show / fingers crossed behind my back / I hope they break up quick («No quiero verla en el backstage del show de mi novio / dedos cruzados detrás de mi espalda / Espero que rompan rápido») fue interpretada como una referencia a la relación de Swift y Healy. Sin embargo, Charli XCX elogia el personaje de la canción, cantando: ‘Cause I couldn't even be her if I tried / I'm opposite, I'm on the other side («Porque ni siquiera podría ser ella si lo intentara / Soy lo opuesto, estoy en el otro lado»). Dakota West Foss de Sputnikmusic cree que el personaje de la canción «coincide sospechosamente con la descripción de Taylor Swift». Eric Bennett de Paste pensó que las letras de la canción son más oscuras en comparación con otras canciones del álbum.

## Recepción
Tras su lanzamiento, «Sympathy Is a Knife» fue recibido positivamente por los críticos. Chung calificó la canción como un «banger sorprendentemente honesto». Para The A.V. Club, el escritor Drew Gillis dijo que la «carne» de Brat está dentro de la «propia inseguridad» de Charli XCX, y usó la letra de «Sympathy Is a Knife» como ejemplo. Malone elogió la ingeniería del álbum, diciendo: «¿Quién no querría que su música sonara así de jugosa?», y dio las líneas de sintetizador «densas y decadentes» de la canción como ejemplo. Bennett comparó la canción con la canción del álbum «Girl, So Confusing», pero dijo que «golpea mucho más fuerte». Brittany Spanos de Rolling Stone lo llamó «el primero de varios temas que la muestran desnudando algunas de sus emociones más conflictivas sobre ritmos que nunca pierden su energía». Al escribir para Under the Radar, Austin Saalman pensó que era una de las mejores de Brat. Consequence clasificó la canción en el puesto 53 en su lista de las mejores canciones de 2024. La canción ocupó el puesto 35 en una encuesta de lectores de fin de año publicada por Pitchfork.
«Sympathy Is a Knife» alcanzó el puesto número 56 en la lista de sencillos del Reino Unido, permaneciendo en la lista durante dos semanas. Alcanzó el puesto número 10 en la lista Billboard Hot Dance/Electronic Songs. En la lista auxiliar de canciones dance/electrónicas de Billboard, alcanzó el puesto número siete. La canción también alcanzó el puesto número 18 en Nueva Zelanda y el número 21 en Australia. Recibió una certificación de oro de Music Canada (MC) por ventas de 40 000 unidades. 

## Listas
| Lista (2024)                          | Posición más alta |
| ------------------------------------- | ----------------- |
| Australia (ARIA)                      | 21                |
| Nueva Zelanda (Recorded Music NZ)     | 18                |
| España (PROMUSICAE)                   | 81                |
| UK Singles (OCC)                      | 56                |
| US Dance/Electronic Songs (Billboard) | 10                |

## Remezcla con Ariana Grande
Charli XCX anunció el álbum de remezclas de Brat, titulado Brat and It's Completely Different but Also Still Brat, el 12 de septiembre de 2024. El 6 de octubre, reveló una muestra de la letra de la remezcla de «Sympathy Is a Knife» en sus redes sociales, junto con un enlace para reservar el álbum. Ariana Grande compartió la misma letra en su historia de Instagram, insinuando una colaboración. En una entrevista con Zane Lowe para Apple Music, Charli XCX habló sobre su relación con Grande y cómo el lanzamiento de Brat la cambió como persona. La remezcla con Grande en particular le hizo darse cuenta de que uno «sólo conoce realmente su propia posición», un sentimiento que, según ella, Grande conocía mejor que ella misma. Brat and It's Completely Different but Also Still Brat se lanzó a través de Atlantic Records el 11 de octubre de 2024, con la remezcla de «Sympathy Is a Knife» como su tercera pista. El día antes del lanzamiento del álbum, Charli XCX interpretó la versión remix en el Storm King Art Center para una fiesta de escucha.

### Composición y letra
A diferencia de la versión original de «Sympathy Is a Knife», la remezcla con Grande trata sobre estar en el ojo público y aborda los temas de la percepción pública y el escrutinio del público, la prensa y los falsos amigos. Carson Mlnarik de Nylon describió la remezcla como «una perspectiva más segura, aunque exasperada» que el original. Sobre un instrumental «sintetizado, con más glitches y con más palmas», las artistas intercambian versos sobre los rumores y cómo se niegan a abordarlos, una postura que fue comparada con «Yes, And?» de Grande, lanzada a principios de 2024. Los críticos encontraron específicamente que la línea It's a knife when you're so pretty they think it must be fake / It's a knife when they dissect your body on the front page" to be reminiscent of the track («Es un cuchillo cuando eres tan bonita que piensan que debe ser falso / Es un cuchillo cuando diseccionan tu cuerpo en la portada») era reminiscente de la canción. La pista contiene sintetizadores agudos y voces entrecortadas. En la canción, ambas intercambian líneas sobre las traiciones que experimentaron en la industria de la música. En sus últimos 30 segundos, sus sonidos se distorsionan, como una «señal de radio que atrae a los oyentes hacia el dilema creando una sensación de discordia», según Bain. Phares dijo que muestra a Charli XCX y Grande «encontrando solidaridad al lidiar con demandas imposibles y estándares de belleza». Aneesa Ahmed de NME, dijo que refleja «la influencia de la megafama posterior a Brat».

### Recepción crítica
La versión de remezcla con Grande recibió críticas positivas. Heather Phares de AllMusic dijo que la apariencia de Grande «se siente perfectamente natural». Rob Sheffield, que escribe para Rolling Stone, cree que Grande «encaja perfectamente» en la canción. P. Claire Dodson, de Teen Vogue, dijo que la canción es «una remezcla apropiada para que Grande se sume a ella». En una clasificación de las canciones de Brat and It's Completely Different but Also Still Brat, Solomon Pace-McCarrick de Dazed clasificó la canción en segundo lugar. Lo nombró como uno de los temas destacados del álbum de remezclas y lo consideró «el primer himno verdadero del otoño de Brat». Lisa Wright de DIY también lo clasificó en segundo lugar, escribiendo, «es el que se siente más caliente recién salido de la imprenta», y dijo que está «subrayado por una estrella compañera que ha pasado por eso muchas veces». Para Billboard, Katie Bain la consideró la tercera mejor canción del álbum de remixes. Ella la llamó la canción más esperada del álbum y elogió sus armonías. Maria Sherman de Associated Press lo consideró el cuarto mejor. Andy Steiner de Paste consideró que se inclina demasiado hacia la narrativa del tipo «la fama es prisión» y criticó el uso que hace Grande de «un lenguaje poco específico y despidos». Sin embargo, elogió su producción y escribió que «los sintetizadores penetrantes y las voces entrecortadas le dan un toque ansioso necesario».

### Rendimiento comercial
La versión de remezcla alcanzó el puesto número siete en la lista de sencillos del Reino Unido y se mantuvo en esa posición durante 12 semanas. Se mantuvo durante dos semanas en el Billboard Hot 100, debutando en el puesto número 36. El tema se mantuvo en las listas durante 29 semanas y alcanzó el puesto número dos en la lista Hot Dance/Electronic Songs. En la lista auxiliar Dance/Electronic Streaming Songs, alcanzó el puesto número uno, y alcanzó el puesto número dos en la lista Dance/Electronic Digital Song Sales. En el Canadian Hot 100, la canción se mantuvo en la lista durante dos semanas, alcanzando el puesto número 38.

### Listas
| Listas (2024)                               | Posición más alta |
| ------------------------------------------- | ----------------- |
| Alemania (Offizielle Deutsche Charts)       | 70                |
| Austria (Ö3 Austria Top 40)                 | 49                |
| Canadá (Canadian Hot 100)                   | 37                |
| Estados Unidos Billboard Hot 100            | 36                |
| Estados Unidos (Hot Dance/Electronic Songs) | 2                 |
| Francia (SNEP)                              | 173               |
| Global 200 (Billboard)                      | 20                |
| Grecia Internacional (IFPI)                 | 34                |
| Irlanda (IRMA)                              | 7                 |
| Lituania Airplay (TopHit)                   | 21                |
| Nueva Zelanda Hot Singles (RMNZ)            | 1                 |
| Países Bajos (Mega Single Top 100)          | 95                |
| Portugal (AFP)                              | 41                |
| Reino Unido UK Singles Chart (OCC)          | 7                 |
| Suecia (Sverigetopplistan)                  | 61                |
| Suiza (Schweizer Hitparade)                 | 91                |

| Lista (2024)              | Posición más alta |
| ------------------------- | ----------------- |
| Lituania Airplay (TopHit) | 78                |

| Gráfico (2024)                                        | Posición |
| ----------------------------------------------------- | -------- |
| Estados Unidos Hot Dance/Electronic Songs (Billboard) | 28       |

## Personal

### Versión original
Los créditos están adaptados de las notas de álbum de Brat.
- Charli XCX – composición, producción, voz
- Finn Keane – composición, producción, ingeniería vocal
- Jon Shave – composición de canciones, ingeniería vocal
- Tom Norris – mezcla
- Idania Valencia – masterización
- Randy Merrill – masterización

### Versión de remezcla
Los créditos están adaptados de Tidal.
- Charli XCX – composición, producción, productora ejecutiva, voz
- Ariana Grande – composición de canciones, voces destacadas
- Finn Keane – composición, producción, remezclas, ingeniería vocal
- Jon Shave – composición de canciones, ingeniería vocal
- Tom Norris – mezcla
- Idania Valencia – masterización